# Roland Schauls
Roland Schauls, (Luxemburg-Stad, 1953) is een Luxemburgs kunstschilder en docent.

## Leven en werk
Schauls studeerde kunsteducatie en grafische vormgeving (1974-1982) aan de Staatliche Akademie der Bildenden Künste Stuttgart. In 1980 werd hij docent aan de Freien Kunstschule in Stuttgart.
Schauls is een figuratief schilder, met een voorkeur voor portretten. Tussen 1995 en 1998 werkte hij aan een project waarbij hij 504 zelfportretten van schilders uit de collectie van de Uffizi in Florence kopieerde en gebruikte als sjabloon voor een gedenkteken voor de geschiedenis van de westerse schilderkunst. Het publiek kon de portretten sponsoren, werd daarmee mede-eigenaar van het schilderij 504 portretten en lid van The Portrait Society. Als onderdeel van het project werd via lezingen, publicaties en tentoonstellingen aandacht besteed aan de achtergrond van deze kunstenaars. Schauls is lid van de Cercle Artistique de Luxembourg (CAL), waar hij deelneemt aan de salons. Naar aanleiding van zijn deelname aan de salons in 1998 en 2018, ontving hij de Prix Pierre Werner.

## Onderscheidingen
- 1987 Juryprijs, Württembergischer Kunstverein
- 1998 Prix Pierre Werner
- 2018 Prix Pierre Werner, naast Sandra Lieners